# 高知生協病院
高知生協病院（こうちせいきょうびょういん）は、高知医療生活協同組合が高知県高知市に設置する病院。
救急告示病院（二次救急）。全日本民主医療機関連合会（民医連）に加盟している。

## 診療科
(この節の出典)
- 内科
- 消化器内科
- 呼吸器内科
- 循環器内科
- 糖尿病内科
- 内視鏡内科
- 外科
- 整形外科
- 形成外科
- 呼吸器外科
- 心臓血管外科
- 消化器外科
- 乳腺外科
- 肛門外科
- リウマチ科
- リハビリテーション科
- 放射線科
- 救急科

## 医療機関の認定
(この節の出典)
- 保険医療機関
- 労災保険指定医療機関
- 身体障害者福祉法指定医の配置されている医療機関
- 生活保護法指定医療機関(中国残留邦人等の円滑な帰国の促進並びに永住帰国した中国残留邦人等及び特定配偶者の自立の支援に関する法律(平成6年法律第30号)に基づく指定医療機関を含む。)
- 原子爆弾被害者一般疾病医療取扱医療機関
- 特定疾患治療研究事業委託医療機関
- 在宅療養支援病院
- 無料低額診療事業実施医療機関
- 救急告示病院（二次救急）[1]
- このほか、各種法令による指定・認定病院であるとともに、各学会の認定施設でもある。

## 差額ベッド代について
病院の理念により、差額ベッド料（個室料）を徴収していない。

## 交通アクセス
- JR土讃線「高知商業前駅」徒歩約16分
- とさでん交通「旭グリーンヒルズ入口」バス停下車徒歩約3分